# Mario Beccaria
Mario Beccaria (n. 18 iunie 1920, Sant'Angelo Lodigiano - d. 22 noiembrie 2003) a fost un om politic italian membru al Democrației Creștine, primar al orașului Sant'Angelo Lodigiano între anii 1960 și 1964 și membru al Camerei Deputaților între anii 1968 și 1976.
În orașul său natal, Sant'Angelo Lodigiano, o stradă a fost redenumită în onoarea sa..